# Air Namibia
Air Namibia — бывшая национальная авиакомпания Намибии со штаб-квартирой в городе Виндхук, осуществлявшая регулярные пассажирские и грузовые перевозки по аэропортам внутри страны и за её пределами. Полностью принадлежала правительству страны. Air Namibia являлась членом Международной ассоциации воздушного транспорта и Ассоциации африканских авиакомпаний. Прекратила деятельность в феврале 2021 года.
Портом приписки авиакомпании и её главным транзитным узлом (хабом) на международных направлениях являлся международный аэропорт имени Хосеа Кутаки в Виндхуке, в качестве узлового для внутренних маршрутов использовался аэропорт Виндхук Ирос.

## История
Свою историю Air Namibia ведёт от авиакомпании «South West Air Transport», которая была образована в 1946 году и начала операционную деятельность двумя годами позже. 26 марта 1959 года компания объединилась с другим авиаперевозчиком Oryx Aviation, сформировав укрупнённую авиакомпанию «South West Airways» (африк. Suidwes Lugdiens). В 1960 году новая компания стала полноправным членом Международной ассоциации воздушного транспорта
В 1963 году была создана авиакомпания Namibair, занимавшаяся чартерными пассажирскими и грузовыми перевозками, которая уже в 1966 году стала дочерним предприятием авиакомпании «Suidwes Lugdiens». В 1969 году 50 % собственности перевозчика перешли к Safmarine, впоследствии эта доля была увеличена до 85 %. В 1978 году обе компании объединились в одну, взяв в качестве официального названия Namib Air.
В 1982 году основным собственником авиакомпании стало правительство Юго-Западной Африки. В 1986 году была сформирована «Национальная транспортная корпорация Юго-Западной Африки», после чего все коммерческие авиаперевозки были переданы в Namib Air. В 1987 году авиакомпания получила статус национального авиаперевозчика страны.
6 августа 1989 года Namib Air взяла у авиакомпании South African Airways в лизинг один Boeing 737-200 и поставила его на обслуживание регулярных маршрутов между Виндхуком, Йоханнесбургом и Кейптауном, тем самым открыв в своей истории эпоху реактивных перевозок.
В октябре 1991 года после обретения страной независимого статуса авиакомпания сменила официальное название на Air Namibia и провела полный ребрендинг собственных структур. В начале 1990-х годов были введены новые дальнемагистральные маршруты в Европу: с 1991 года дважды в неделю выполнялся рейс Виндхук-Франкфурт и с 1992 года — рейс Виндхук-Лондон.
В 1998 году авиакомпания получила от правительства Намибии дотацию в размере 3,7 миллионов долларов США на покрытие кассового разрыва и текущих убытков, а спустя короткое время управление авиаперевозчиком было передано государственной холдинговой компании TransNamib.
В 2000 году Air Namibia стала членом Ассоциации африканских авиакомпаний (AFRAA).
В мае 2012 года маршрутная сеть регулярных перевозок авиакомпании Air Namibia включала в себя 16 пунктов назначения в семи странах Африки и Европы, семь из которых находились внутри страны.
В феврале 2011 года, в рамках замены парка лайнеров Beechcraft 1900D, поступил первый из трёх самолётов Embraer ERJ 135, арендуемых у авиакомпании Régional Compagnie Aérienne Européenne. Ровно год спустя авиакомпания разместила заказ на два самолёта Airbus A319, сумма предварительного заказа при этом составила 90 миллионов долларов США. 15 мая 2012 года Air Namibia ввела два новых регулярных маршрута в Габороне и Ондживу, а также возобновила ранее отменявшийся рейс в Хараре.
11 февраля 2021 года авиакомпания объявила о своей добровольной ликвидации. Все рейсы были отменены, а бронирование билетов приостановлено.

## Флот

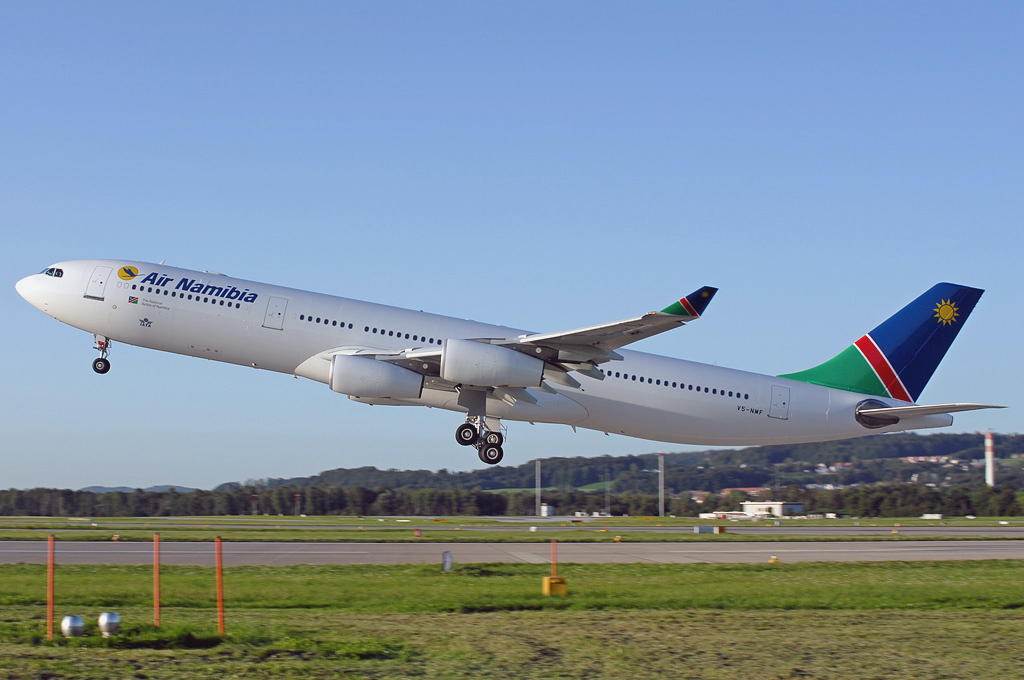
Airbus A340-300 авиакомпании Air Namibia в аэропорту Цюриха, 2006 год

В мае 2017 года средний возраст воздушных судов авиакомпании Air Namibia составлял 10,3 года.

### Ранее эксплуатировавшиеся самолёты

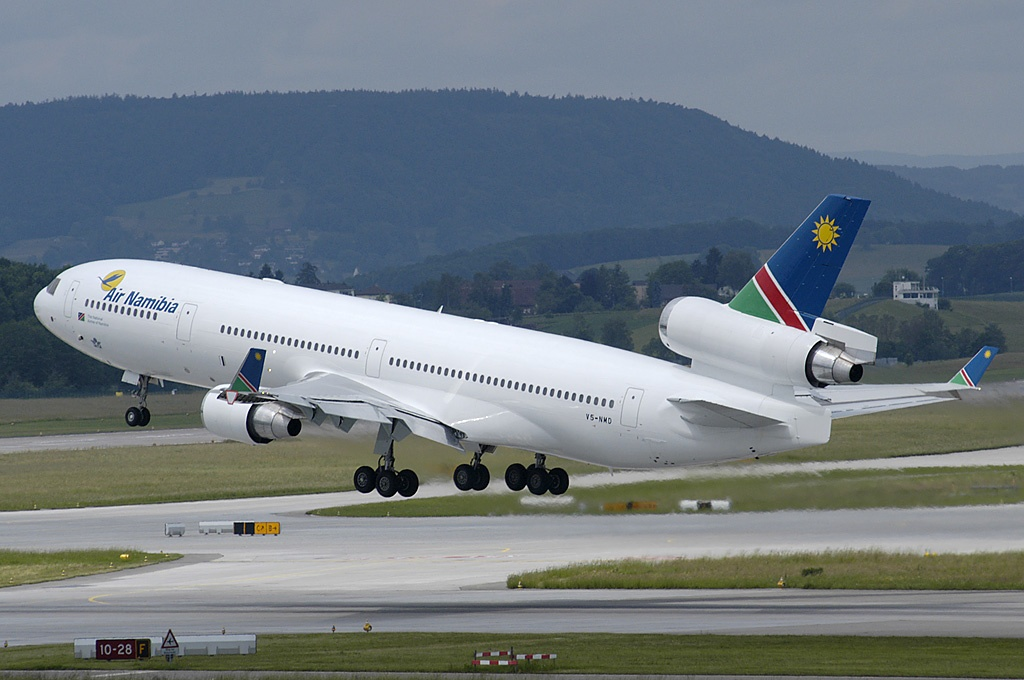
McDonnell Douglas MD-11 авиакомпании Air Namibia на взлёте из аэропорта Цюриха, 2005 год

Ранее авиакомпания эксплуатировала следующие типы воздушных судов:
- Airbus A340-300
- ATR 42[25]
- Beechcraft 1900D[18]
- Boeing 727[25]
- Boeing 737-200C
- Boeing 737-500
- Boeing 737-800
- Boeing 747SP[26]
- Boeing 747-300
- Boeing 747-400
- Boeing 747-400 Combi[27]
- Boeing 767-300ER
- Cessna 182[7]
- Cessna 210[6]
- Cessna 310[6]
- Cessna 402[6]
- Cessna 404[6]
- Cessna 414[6]
- Convair 580
- Douglas C-47A
- Douglas C-47B
- Douglas C-54A
- Douglas C-54B
- DHC-8-300
- Do328-310 JET
- Douglas DC-4
- Douglas DC-6B
- Fokker F-28-3000
- Fokker F-28-4000
- HS 748 Series 2A
- Indonesian Aerospace CN-235[28]
- McDonnell Douglas MD-11
- Piper PA-31 Navajo[7]
- Piper PA-34 Seneca[6]